# Dysaphis aucupariae
Dysaphis aucupariae är en insektsart som först beskrevs av Buckton 1879.  Dysaphis aucupariae ingår i släktet Dysaphis och familjen långrörsbladlöss. Arten är reproducerande i Sverige. Inga underarter finns listade i Catalogue of Life.